# (474035) 2016 GW191
(474035) 2016 GW191 es un asteroide perteneciente al cinturón de asteroides, descubierto el 11 de noviembre de 2004 por el equipo del Lowell Observatory Near-Earth-Object Search desde la Estación Anderson Mesa (condado de Coconino, cerca de Flagstaff, Arizona, Estados Unidos).

## Designación y nombre
Designado provisionalmente como 2016 GW19.

## Características orbitales
2016 GW191 está situado a una distancia media del Sol de 2,668 ua, pudiendo alejarse hasta 3,385 ua y acercarse hasta 1,952 ua. Su excentricidad es 0,268 y la inclinación orbital 13,45 grados. Emplea 1592 días en completar una órbita alrededor del Sol.

## Características físicas
La magnitud absoluta de 2016 GW191 es 16,262.